# Polen-Rundfahrt 2011
Die 68. Polen-Rundfahrt fand vom 31. Juli bis zum 6. August 2011 statt. Das Etappenrennen wurde über sieben Etappen ausgetragen und war Bestandteil der UCI WorldTour 2011.

## Teams
| AG2R La Mondiale Pro Team Astana BMC Racing Team CCC Polsat Polkowice De Rosa-Ceramica Flaminia Euskaltel-Euskadi Team Garmin-Cervélo Katusha Team | Lampre-ISD Leopard Trek Liquigas-Cannondale Movistar Omega Pharma-Lotto Quick Step Rabobank | Team RadioShack Saxo Bank-SunGard Skil-Shimano Sky ProCycling HTC-Highroad Vacansoleil-DCM Team Poland |

## Etappen
| Etappe    | Tag       | Start–Ziel                               | km    | Etappensieger | Gesamtwertung |
| --------- | --------- | ---------------------------------------- | ----- | ------------- | ------------- |
| 1. Etappe | 31. Juli  | Pruszków–Warschau                        | 101,5 | Marcel Kittel | Marcel Kittel |
| 2. Etappe | 1. August | Częstochowa–Dąbrowa Górnicza             | 159,6 | Marcel Kittel | Marcel Kittel |
| 3. Etappe | 2. August | Będzin–Kattowitz                         | 135,7 | Marcel Kittel | Marcel Kittel |
| 4. Etappe | 3. August | Oświęcim–Cieszyn                         | 176,9 | Peter Sagan   | Peter Sagan   |
| 5. Etappe | 4. August | Zakopane–Zakopane                        | 201,5 | Peter Sagan   | Peter Sagan   |
| 6. Etappe | 5. August | Terma Bukowina Tatrz–Bukowina Tatrzańska | 207,7 | Daniel Martin | Daniel Martin |
| 7. Etappe | 6. August | Krakau–Krakau                            | 128   | Marcel Kittel | Peter Sagan   |

## Trikots im Rennverlauf
| Etappe | Gesamt              | Zwischensprint     | Berg                      | Punkte              | Team            |
| ------ | ------------------- | ------------------ | ------------------------- | ------------------- | --------------- |
| 1.     | Marcel Kittel (SKS) | Adrian Kurek (POL) | Michał Gołaś (VCD)        | Marcel Kittel (SKS) | –               |
| 2.     | Marcel Kittel (SKS) | Adrian Kurek (POL) | Bartłomiej Matysiak (CCC) | Marcel Kittel (SKS) | –               |
| 3.     | Marcel Kittel (SKS) | Adrian Kurek (POL) | Bartłomiej Matysiak (CCC) | Marcel Kittel (SKS) | –               |
| 4.     | Peter Sagan (LIQ)   | Adrian Kurek (POL) | Bartłomiej Matysiak (CCC) | Peter Sagan (LIQ)   | Vacansoleil-DCM |
| 5.     | Peter Sagan (LIQ)   | Adrian Kurek (POL) | Ruslan Pidhornyj (VCD)    | Romain Feillu (VCD) | Vacansoleil-DCM |
| 6.     | Daniel Martin (GRM) | Adrian Kurek (POL) | Michał Gołaś (VCD)        | Peter Sagan (LIQ)   | Vacansoleil-DCM |
| 7.     | Peter Sagan (LIQ)   | Adrian Kurek (POL) | Michał Gołaś (VCD)        | Peter Sagan (LIQ)   | Vacansoleil-DCM |